# مدارس غابات
مدارس الغابات هي نوع من التعليم في الهواء الطلق يقوم فيها الأطفال (أو البالغون) بزيارة الغابات/الأراضي المشجرة، وتعلم المهارات الشخصية والاجتماعية والفنية. وقد تم تعريفها على أنها «عملية إلهام توفر للأطفال والشباب والبالغين فرصًا منتظمة لتحقيق وتنمية الثقة من خلال التدريب العملي على التعلم في بيئة الغابة».
تستخدم هذه المدارس الغابات كوسيلة لبناء الاستقلال واحترام الذات لدى الأطفال في سن المدرسة. وتكون الموضوعات شاملة لعدة مناهج دراسية (ذات منظور واسع) بما في ذلك البيئة الطبيعية، مثل دور الأشجار في المجتمع، والنظام الإيكولوجي المعقد المدعوم من البرية، والتعرف على مجموعة محددة من النباتات والحيوانات. ومع ذلك، تعتبر المهارات الشخصية ـ مثل العمل الجماعي وحل المشكلات ـ ذات قيمة عالية. ويمكن استخدام بيئة الغابات للتعرف على مزيد من المفاهيم المجردة مثل الرياضيات والاتصالات. ويطلق أيضًا على مدارس الغابات مدارس الطبيعة.

## النشاطات والمجال
تتنوع الجداول الزمنية داخل مدارس الغابات، ولكن يوجد نهج نموذجي هو اصطحاب أطفال المدارس إلى الغابات مرة واحدة أسبوعيًا، مع فترة ملاحظة وتقييم أولية مدتها ستة أسابيع، حيث يتم وضع خط أساس لكل طفل فيما يتعلق بمجالات التنمية الشاملة لديه، مع التركيز خاصةً على الجوانب الاجتماعية والعاطفية للتعلم. وبمجرد وضع خط الأساس؛ يقوم الممارس في مدارس الغابات بمواصلة برنامج طويل الأجل على مدار العام الدراسي بهدف دعم تطور الطفل وتعلمه. يقوم الممارس بإتاحة الفرص لكل طفل للتطور في المجالات التي تم تحديدها على أنها تقتضي التدخل أو تقديم الدعم من أي نوع وتؤثر مدة وتواتر الزيارات على درجة النتيجة؛ فكلما قضى الطفل وقتًا أكثر في مدارس الغابات، زادت الفوائد. ويوصى بأن تستمر الزيارات بشكل مثالي على مدار العام، مما يتيح للأطفال تجربة جميع الظروف الجوية وتغير الفصول.
غالبًا ما تتمحور مدارس الغابات «حول مصالح الطفل» (الطفل محور عملية التعلم) إذا ما قورنت بغيرها من ممارسات التعليم في الهواء الطلق التي «تبدأ بمجموعة مسائل أو مشكلات يقوم الأطفال بالبحث فيها». وتشمل الأهداف الرئيسية لمدارس الغابات في المرحلة الابتدائية تشجيع الفضول والاستكشاف باستخدام جميع الحواس، وتمكين الأطفال في البيئة الطبيعية، وتشجيع الوعي المكاني والنمو الحركي.
فهم يقومون جميعًا بالتعرف على الحياة النباتية والحيوانية بل ويحصلون على مزيد من الفوائد المجردة في المهارات الاجتماعية مثل بناء الفريق والتعاون، وإدارة المخاطر، وتخطيط المشاريع وتقدير إنجازات كل تلميذ. وعن طريق إعطاء الأطفال مهامًا صغيرة يسهل التحكم فيها والثناء عليهم؛ فإنهم يحظون بأساس جيد للتعلم في المستقبل.
تتطور المهارات الشخصية لدى التلاميذ لا سيما في المرحلة الثانوية، مثل بناء الفريق وتحديد الأهداف، والتخطيط والإنجاز، وزيادة التعاون لتحقيق الأهداف، فضلًا عن تقدير الإنجازات الخاصة. واتساقًا مع نظرية استعادة الانتباه، تم وصف الأطفال المشاركين في مدارس الغابات بأنهم أكثر استرخاءً. كما تعتبر العلاقات بين الأطفال بعضهم البعض، ومع الكبار، ومع البيئة، ذات أهمية
مدارس الغابات جزء من المجال الواسع للتعليم في الهواء الطلق. خارج المنهج الدراسي، تمتد أنشطة هذه المدارس لتشمل مخيمات العطلة الصيفية، والكشافة، ومشاريع السفر للخارج والعديد من الأنشطة الأخرى. وقبل بلوغ الأطفال سن المدرسة، تقدم رياض الأطفال في الغابات خدمات مماثلة. وتلعب مدرسة الغابة دورًا هامًا جدًا في حياة الطفل.

## الاحتياجات الخاصة
كان الجمع بين الحرية والمسؤولية مفيدًا بوجه خاص للأطفال الذين يعانون من انعدام الثقة أو الذين يمثل سلوكهم تحديًا. ومع معدلات عالية من البالغين: لكل طفل، يمكن للأطفال تجربة الأنشطة المحظورة في كثير من الأحيان بأمان، مثل تسلق الأشجار أو إشعال النار. يتيح البرنامج للأطفال فرصة النمو في مناخ من الثقة والاستقلال وتوسيع نطاق قدراتهم.
بعض الأطفال لا يؤدون بشكل جيد في الفصول الدراسية. قد يرجع ذلك إلى انتمائهم لأسرة غير أكاديمية، وربما يعانون من قصر فترة الاهتمام، أو قد لا يتكيفون مع نظام يقف فيه المعلم أمام مجموعة من التلاميذ. يفضل الأولاد الخروج بشكل عام ويتعلمون بشكل أفضل بهذه الطريقة.
في دراسة رئيسية في الولايات المتحدة الأمريكية، كان الطلاب ممن يعانون من مشاكل سلوكية في برامج «البيئة بوصفها سياقًا متكاملًا للتعلم» (EIC) قد تسببوا في مشاكل أقل من حيث الانضباط مقارنة بأقرانهم ممن يحصلون على تعليم تقليدي. وبالمثل، وجد الباحثون أن مدارس الغابات تعمل على مساعدة الأطفال الذين يحتاجون إلى دعم إضافي، بما في ذلك الأطفال الذين يعانون من قصور الانتباه وفرط الحركة والتوحد.
يجري تدريب قادة مدارس الغابات على أنشطة مناسبة للأطفال الذين يعانون من اضطرابات سلوكية، مثل لعبة الاختباء بشكل مبسط أو البحث عن أشياء ذات مظهر طبيعي نوعًا ما. حيث لوحظ وجود تحسن كبير لدى الشباب الذين يعانون من التوحد واضطرابات الطيف، بعد حصولهم على دورة تدريبية لدى منظمة أوتوورد باوند (Outward Bound). فعلى سبيل المثال، طلب أحد الطلاب الالتحاق بالمدرسة لدوام كامل، بينما سبق أن رفض الحصول على أكثر من درس واحد في الأسبوع. وظهر لدى طالب آخر انخفاض حدة قصور الانتباه وفرط الحركة، وكانوا جميعًا قادرين على التعامل بمساعدة لفظية قليلة بشكل أكثر تطورًا من ذي قبل. وتعمل مدرسة الطبيعة لصاحبها سيدار سونج (Cedar Song) على تطبيق برنامج  runs "مخيمات الطبيعة للتكامل الحسي" خصيصًا للأطفال المصابين بالتوحد لمواجهة اضطراب قصور التعامل مع الطبيعة الخارجية".

## تاريخ إنشاء هذا النوع من المدارس ودوافعه
تطور هذا المفهوم في ولاية ويسكونسن عام 1927، حيث تزعم مدرسة لاونا (Laona) بولاية ويسكونسن أنها أول مدرسة غابة في العالم. ويعد الراحل إتش إل راسل، عميد كلية الزراعة في جامعة ويسكونسن-ماديسون، صاحب فكرة مدرسة الغابة. وتم تأييد اقتراحه من قبل لجنة التخطيط لاستخدام الأراضي في مقاطعة فورست، وفي عام 1927 تم شراء قطعة أرض لمدرسة الغابة لاونا (Laona). وتم تنفيذ فكرة مدرسة الغابة بواسطة ويكلين ماكنيل الذي كان أحد زعماء منظمة فور إتش (4-H) في ولاية ويسكونسن. وكانت توجد أولى مدارس الغابات في لاونا (Laona)، ووابينو (Wabeno) وكراندون (Crandon) بولاية ويسكونسن.
وفي وقت لاحق، طُرحت هذه الفكرة في الخمسينيات من القرن الماضي في السويد والدنمارك وغيرها من البلدان الأوروبية. كما أصبحت في الدنمارك جزءًا لا يتجزأ من المنهج الدراسي للأطفال دون سن المدرسة (أقل من سبع سنوات) بالاعتماد على småbørnspædagogik، أو «التعليم في مرحلة الطفولة المبكرة». وكان الأطفال الذين التحقوا برياض الأطفال في الغابات يصلون إلى سن المدرسة وهم يتمتعون بمهارات اجتماعية قوية، فضلاً عن القدرة على العمل ضمن مجموعات على نحو فعال، وبشكل عام كان لدى هؤلاء الأطفال احترام عال للذات وثقة في قدراتهم الخاصة.
وظهرت هذه الروح الجماعية في المملكة المتحدة خلال التسعينيات من القرن الماضي. وانتشرت مدارس الغابات في جميع أنحاء المملكة المتحدة بشكل غير مسبوق، حيث كان يقدم الممارسون برامج عالية الجودة تتفق مع الأخلاقيات الأصيلة.
في عام 1957، قام السويدي جوستا فروم بابتكار مفهوم "Skogsmulle" لتشجيع التعرف على الطبيعة والجبال والمياه والتلوث. ومع زيادة التركيز على النتائج القابلة للقياس، اكتسبت مدارس الغابات القبول كطريقة تعليمية في حد ذاتها. في الدنمارك، تحظى مدارس الطبيعة فضلًا عن رياض أطفال الغابات بشعبية لدى كل من معلمي المدارس والأطفال.
وتعتبر نظرية البيوفيليا أن حب الطبيعة أمر فطري لدى الإنسان. إن مصطلح قصور التعامل مع الطبيعة، الذي ابتدعه ريتشارد لوف في كتابه «آخر طفل في الغابة» (Last Child in the Woods) الصادر عام 2005، يدرك تلاشي ذلك نتيجة التوسع الحضري للمجتمع البشري. وأثبتت نظرية استعادة الانتباه وما يتصل بها من أعمال نفسية أن لها فوائد صحية مؤكدة في تقليل التوتر، وتحسين التركيز وتحسين النتائج الطبية بعد الجراحة. وقد حافظت الدول الإسكندنافية، المليئة بالغابات، على صلة الإنسان بالطبيعة. وتعتمد مدارس الغابات في برنامجها على طرق التدريس الحديثة وعلم الإنسان.
وقد اقترحت العديد من الجهات الحكومية والمنظمات غير الحكومية استخدام الغابات كجزء من المناهج الدراسية التعليمية، كما في مبادرة التعليم في الغابات  و لجنة الغابات نسخة محفوظة 7 أكتوبر 2010 على موقع واي باك مشين.. وبحلول عام 2006، كان هناك حوالي 140 مدرسة في بريطانيا.
في بعض الحالات، وضعت بعض الجهات الحكومية أهدافًا لاستخدام مواردها لصالح التعليم أو المنافع الصحية، أو للتركيز على النواتج التعليمية حتى يصبح هذا الاتجاه بمثابة خطوة نحو تحقيق هذه الأهداف.
وقد قامت العديد من الشركات والمنظمات غير الربحية بتسهيل القيام بأنشطة مدارس الغابات، كما في الفصول الدراسية المتعلقة بالطبيعة شرق الولايات المتحدة الأمريكية، أو مدرسة سيدار سونغ للطبيعة في ولاية واشنطن في الولايات المتحدة الأمريكية، أو جرين لايت تراست في بريطانيا. وفي ويلز، يجري تقديم التدريب والإشراف الإستراتيجي من قبل مدارس الغابات والجهات الحكومية مثل لجنة الغابات نسخة محفوظة 7 أكتوبر 2010 على موقع واي باك مشين.، وجميعها جهات قدمت الدعم لعمليات البحث وتطوير الخبرة العملية للعاملين في مدارس الغابات. في إنجلترا قُدم الدعم من خلال مبادرة التعليم في الغابات لاعتماد مدارس الغابات المنشأة حديثًا. ويجري توفير هذا الاعتماد داخل المدارس باستخدام موظفيها المدربين أو موظفين خارجيين مستقلين من مقدمي خدمات مدارس الغابات. ويملك مقدمو الخدمات الخارجيون والشركات خبرة واسعة.
وباستخدام نهج مدارس الغابات، حصلت مدرسة رياض أطفال مايند ستريتشرز (Mindstretchers) مؤخرًا على تقرير ممتاز من إدارة التفتيش على التعليم التابعة لجلالة الملكة، وتم تصنيفها باعتبارها قطاعًا رائدًا في جميع مجالات التفتيش. تقدم مايند ستريتشرز دورات تدريبية في برامج مدرسة الغابة، لتمكين العاملين من تطبيق هذه البرامج في بيئتهم الخاصة وضمان عمل الأطفال والمعلمين في مناخ طبيعي غني. ويجري التدريب في جميع أنحاء المملكة المتحدة وأيرلندا ودوليًا من خلال مندوبي البرنامج الدراسي، الذين يسافرون إلى مركز التفوق الخاص بالشركات، والذي تم تصميمه من قبل الأطفال ومن ثم كان محدد الغرض. ويسافر المدربون أيضًا حول العالم لتقديم التدريب وتبادل منهجياتهم المستخدمة في رياض الأطفال. وقد اعترفت الحكومة الاسكتلندية بتميز هذه المنهجيات والممارسات. كما تدعم مايند ستريتشرز فصول الدراسة المباشرة الخيرية للتأكد من استفادة أكبر عدد ممكن من الأطفال والمجموعات من دورات مدرسة الغابات القائمة على الاهتمامات والأنشطة التي تتناسب مع احتياجات المجموعة.
وقد قام تدريب أرشميدس بتوفير تدريب مدارس الغابات لمدة 10 سنوات، والعمل على تطوير ممارساتها وتحسينها. وتعد هذه أكبر مدرسة غابة للتدريب في العالم، حيث تضم مدربين من كندا والولايات المتحدة والصين وماليزيا وأستراليا ونيوزيلندا والعديد من البلدان الأوروبية. كما قامت بوضع الثوابت الفكرية لمدارس الغابات لتطبيقها حول العالم، وهي أولى المدارس التي تقدم البرنامج التدريبي لمدارس بوش (Bush Schools) لينعقد في أستراليا.
تشمل الجهات الأخرى العديد من الكليات مثل كلية بريدواتر في سومرست  وهي رائدة مفهوم مدرسة الغابة في المملكة المتحدة في عام 1994. وحصلت كلية بريدواتر على العديد من الأوسمة لإنجازاتها في مدرسة الغابة. واستمر دورها الفعال من خلال تدريبها لهيئة التدريس في مدارس الغابات، فضلًا عن الدورات التدريبية والأنشطة التي كان يتم تقديمها في المدرسة.
كما قامت بعض المدارس العادية باعتماد أنشطة مدرسة الغابة لديهم. «جميع الأطفال يستمتعون في مدرسة الغابة. حيث يستطيع الأطفال فهم بعض المفاهيم في بيئة مدرسة الغابة المفتوحة بسهولة أكبر مما لو كانوا في قاعات الدراسة. وبالإضافة إلى ذلك، يبدو الأمر كأنه استراحة من الروتين المدرسي، إلا أنهم مازالوا يتعلمون.» 
في الوقت الراهن، يستضيف معهد التعلم في الهواء الطلق جماعة اهتمام خاصة بمدرسة الغابة تدرس إمكانية إنشاء هيئة إدارية وطنية.

## وصلات خارجية
- Forestry Commission نسخة محفوظة 7 أكتوبر 2010 على موقع واي باك مشين.